# 國立中央大學天文研究所

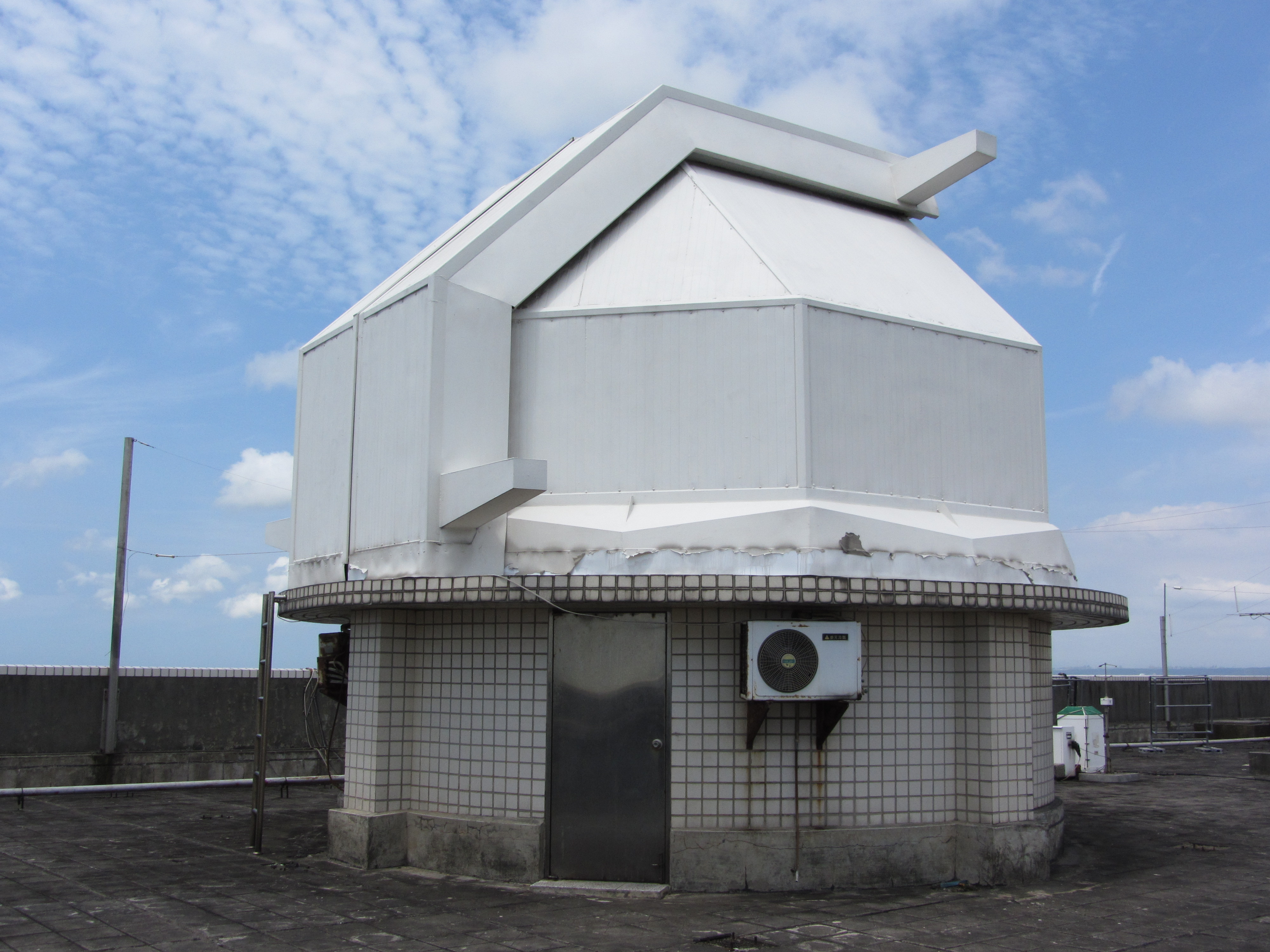
國立中央大學科學四館天文台圓頂。

國立中央大學天文研究所（Graduate Institute of Astronomy, National Central University）是隸屬於國立中央大學理學院的獨立研究所。是台灣第一個與天文學教學和研究相關的大學系所，並管理位於鹿林前山的鹿林天文台。

## 歷史

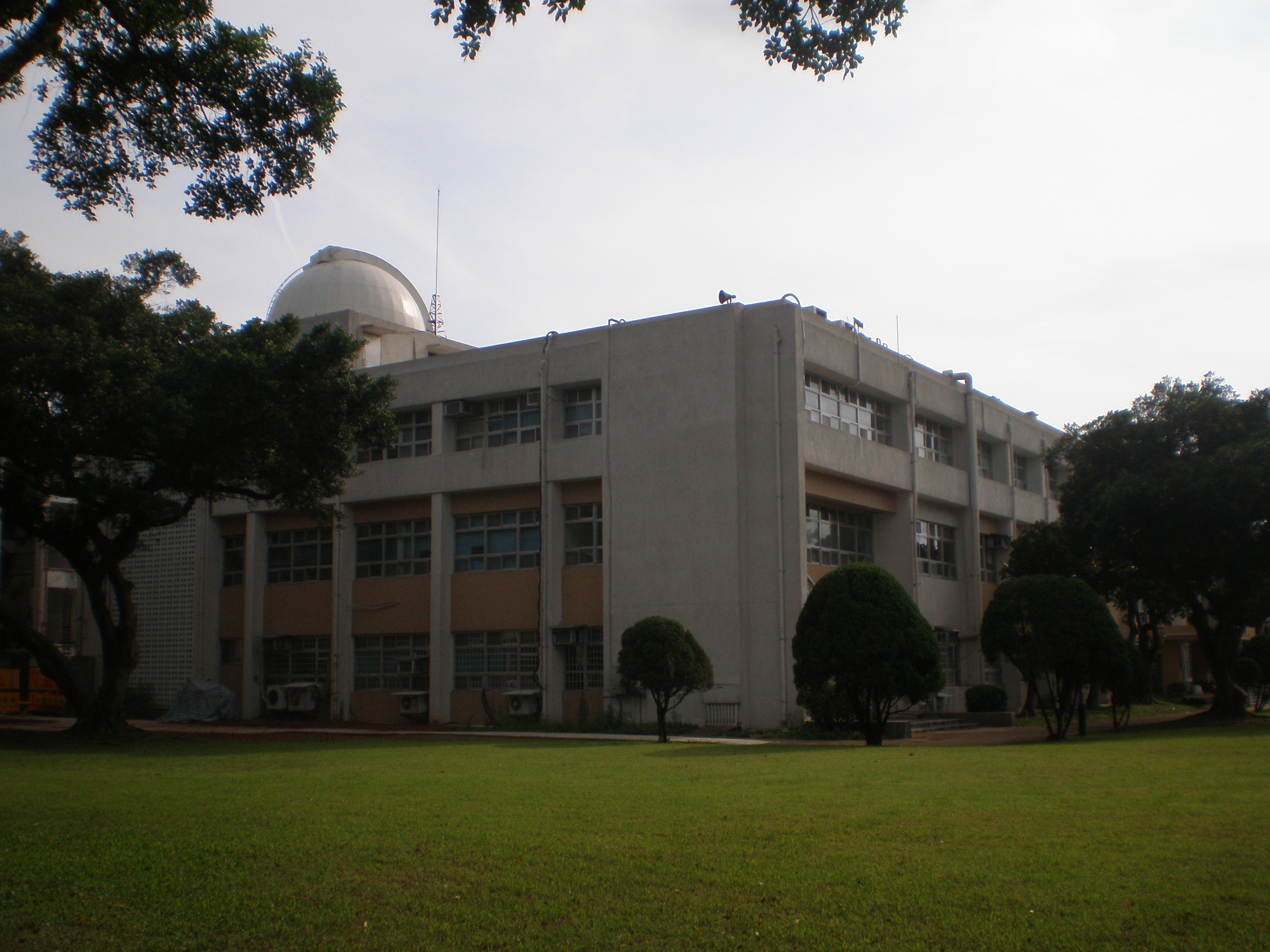
國立中央大學科學一館一角，可見天文台圓頂。

國立中央大學天文研究所成立於1992年。但早在1977年國立中央大學物理學系就已成立「物理與天文研究所碩士班」，1986年成立「物理與天文研究所博士班」；後來在1992年碩士班部分正式獨立成天文研究所，博士班自2001年分離。
中央大學在苗栗時期就已設有天文台。1981年時中央大學在旅美華人天文學家呂克華的協助下，在該校科學一館頂樓設置了「科一館天文台」（中央大學校區天文台），使用美國珀金埃爾默公司製造的口徑61公分卡塞格林反射鏡進行天文研究。該望遠鏡在啟用後將近二十年的時間是台灣最大的望遠鏡，鹿林天文台啟用後該天文台一度停用，現已轉為教學用途。
1996年時在天文所現址，中央大學科學四館頂樓另外建立教學用天文台，使用美國米德儀器製造的口徑16英吋 LX200 施密特-卡塞格林望遠鏡。
1999年天文研究所在玉山國家公園範圍內鹿林前山設置的鹿林天文台正式啟用，2002年正式啟用鹿林一米望遠鏡（Lulin One-meter Telescope, LOT），現正建設口徑二米的望遠鏡中，預計2018年完成。

### 歷任所長
- 闕志鴻	1992年8月 - 1995年7月
- 孫維新	1995年8月 - 1998年7月
- 蔡文祥	1998年8月 - 2000年7月
- 陳文屏 2000年8月 - 2003年7月
- 高仲明	2003年8月 - 2006年7月
- 黃崇源	2006年8月 - 2009年7月
- 周　翊	2009年8月 - 2012年7月
- 高仲明	2012年8月 - 2015年7月
- 陳文屏 2015年8月 - 2018年1月
- 代理所長:周　翊	2018年2月 -2018年7月
- 黃崇源 2018年8月-2021年7月
- 周　翊 2021年8月-現任

## 現況
中央天文所的研究主要偏重在可見光和紅外天文學領域。並參與泛星計畫、台美掩星計畫、阿塔卡玛大型毫米波天线阵等國際性計畫。

## 外部連結
- 國立中央大學天文研究所官方網站（页面存档备份，存于）
- 鹿林天文台官方網站（页面存档备份，存于）
- 國立中央大學理學院
- 天文百年紛擾 （页面存档备份，存于），傅學海，《科學發展》457期，2011年1月。
- 近代天文台與望遠鏡的發展：兼介中央大學天文台（页面存档备份，存于），呂克華。科學月刊科普知識庫，1980年7月127期。